# Alausí (cantão)
Alausí é um cantão do Equador localizado na província de Chimboraço. A capital do cantão é a cidade de Alausí.